# José Rafael Reyes
José Rafael Reyes González  (Coro, Venezuela, 25 de marzo de 2000) es un futbolista venezolano, juega como Mediocampista.

## Trayectoria

### Deportivo Táchira
Se formó en las canteras del equipo aurinegro, de la mano de Santiago Escobar debutó el 12 de febrero del 2017 en el Apertura 2017 ante el Atlético Venezuela.
Jugó la mayor parte de los partidos del Apertura anotando 2 goles: El primero en su carrera profesional ante el Metropolitanos FC para la victoria por la mínima del aurinegro. Mientras que el segundo lo convirtió contra el Deportivo La Guaira en el empate 2-2 pero  este resultado dejó afuera a Táchira de los cuartos de final de la Liguilla tras caer en el global 5-4.

## Clubes
| Club              | País      | Año         | Juegos | Goles |
| ----------------- | --------- | ----------- | ------ | ----- |
| Deportivo Táchira | Venezuela | 2017 - 2019 | 29     | 4     |

- Datos: Q30331492